# Rebutia fiebrigii
Rebutia fiebrigii là một loài thực vật có hoa trong họ Cactaceae. Loài này được (Gürke) Britton & Rose miêu tả khoa học đầu tiên năm 1916.

## Hình ảnh

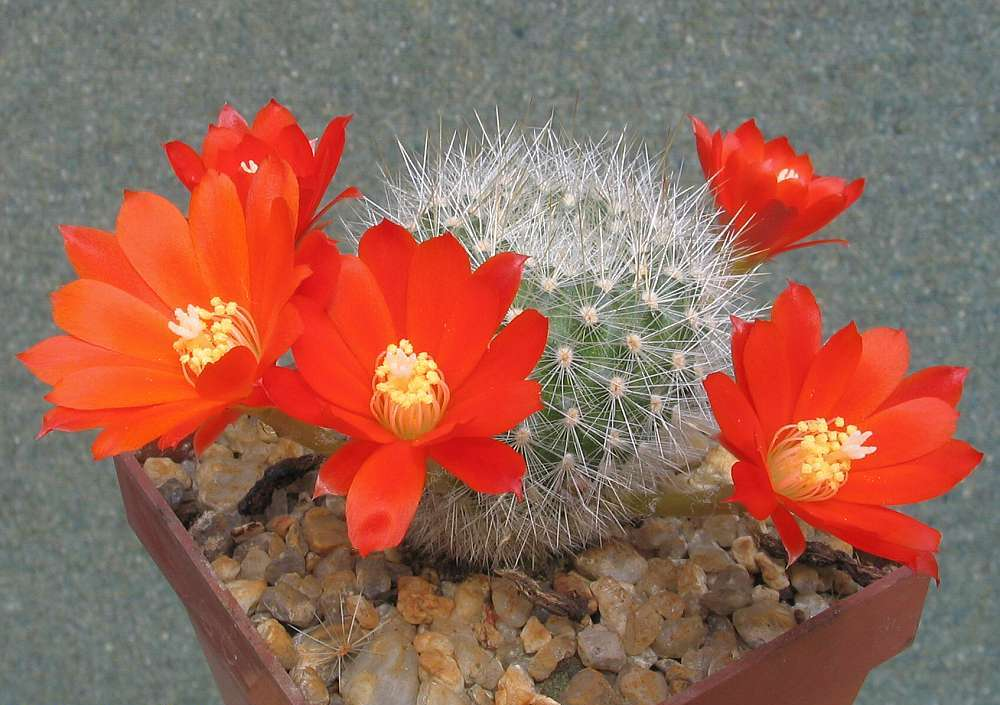
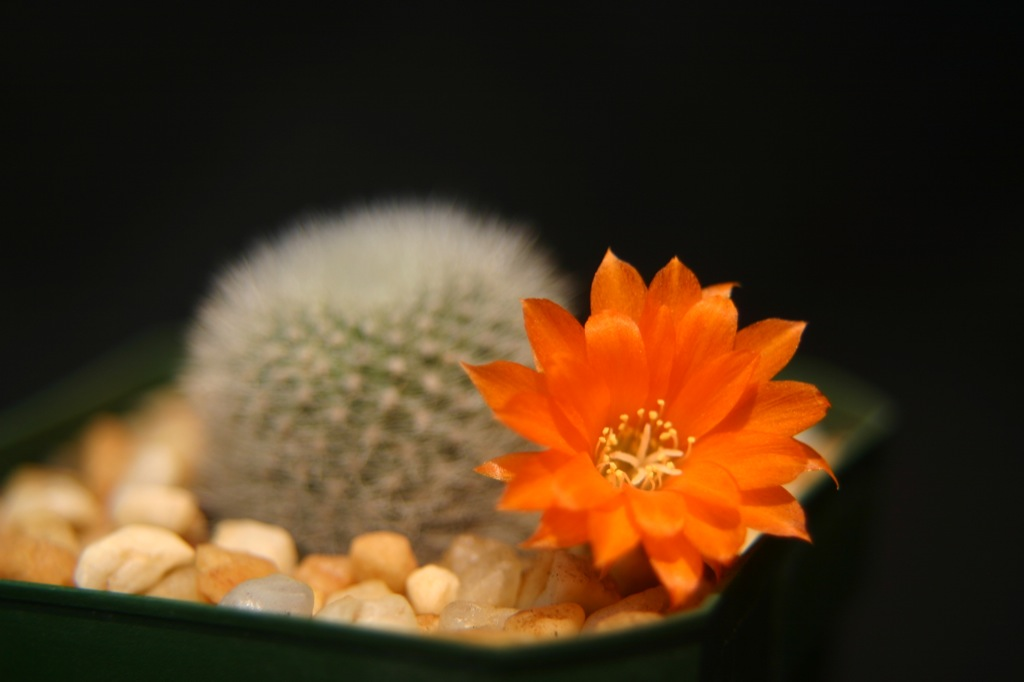
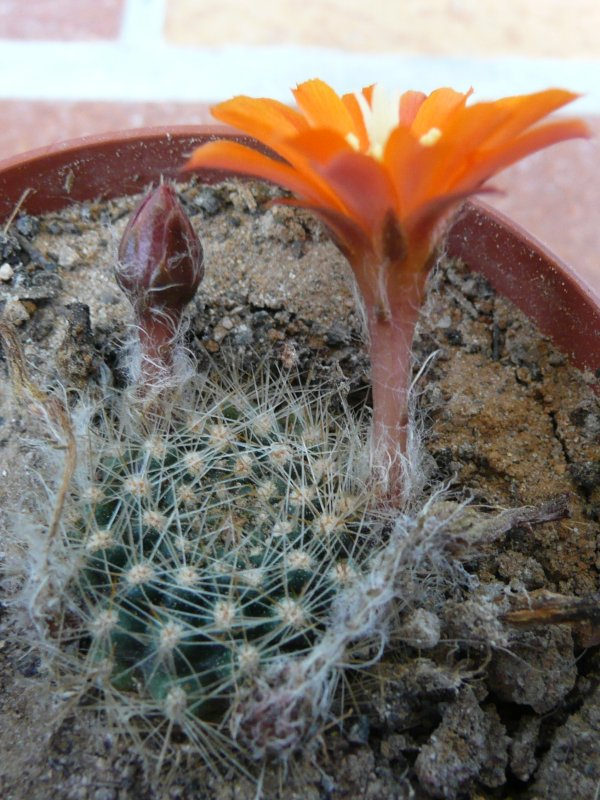
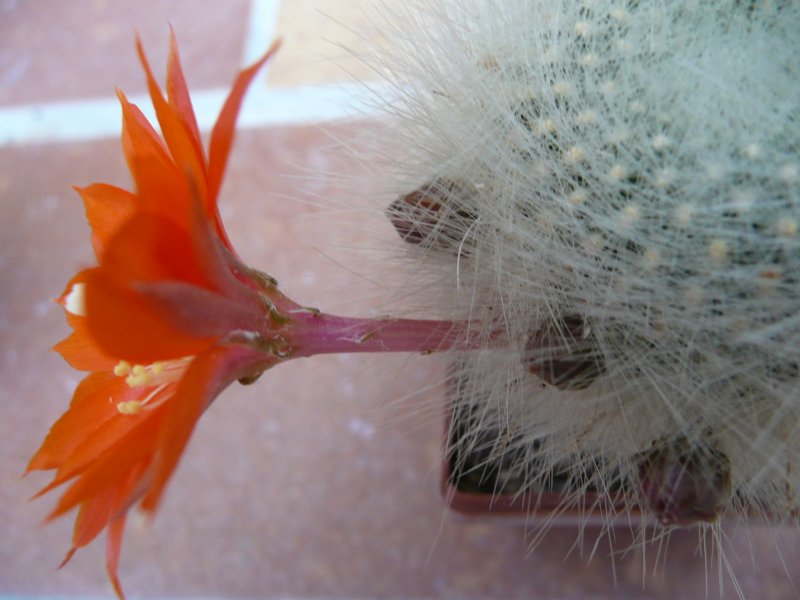